# Bacia de Fonseca
A Bacia de Fonseca se localiza no distrito de mesmo nome no municipio de Alvinópolis, situado na região do Quadrilátero ferrífero, na região central do estado de Minas Gerais, situando-se a leste da Serra do Caraça.
Essa bacia representa uma importante área geológica e paleontológica brasileira, pois possui um exemplo típico de sedimentos terciários do Brasil, devido aos seus depósitos de canga e linhíticos, além da descoberta no local de importantes espécies fósseis das familías de angiospermas, sendo algumas dessas exclusivas do lugar.